# 煤炭交易所

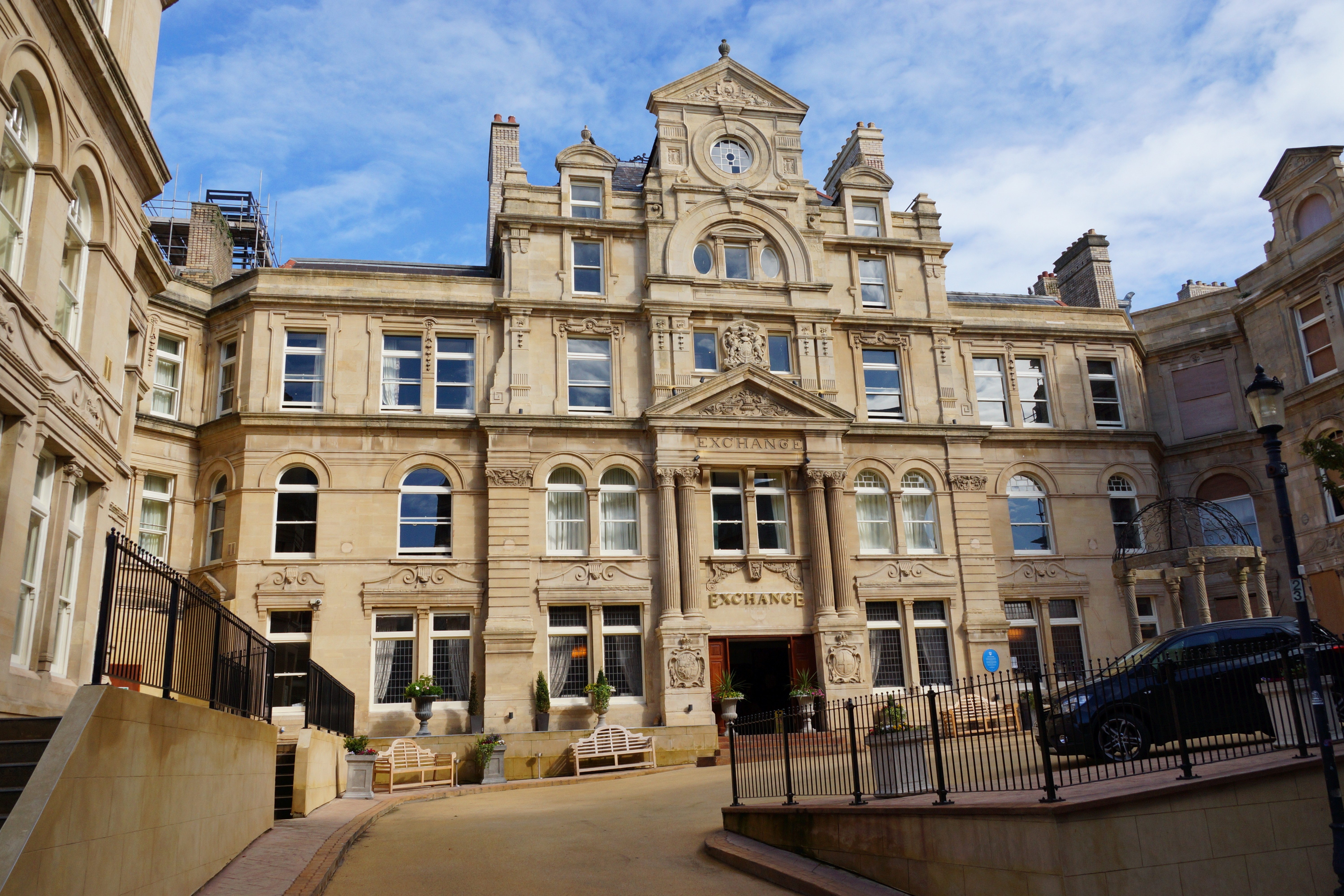

煤炭交易所（Coal Exchange）是一座位於英國威爾斯卡迪夫的歷史建築。這座建築是文藝復興式建築，修建於1888年。該建築現在被改建作為酒店使用。

## 外部連結
- Archived website (coalexchange.co.uk)
- （页面存档备份，存于）

 维基共享资源上的相關多媒體資源：煤炭交易所